# Peperomia
Peperomia Ruiz & Pav., 1794 è un genere di piante della famiglia delle Piperaceae, quivi classificato dalla classificazione APG II del 2003, mentre le classificazioni precedenti lo includevano nella famiglia delle Peperomiacee.

## Descrizione
Il genere Peperomia comprende piante erbacee terrestri o epifite, a portamento talvolta cespuglioso, a fusto ritto o rampicante. Le foglie, più o meno succulente, secondo le specie, sono sia alterne, sia opposte, sia verticillate.
I fiori sono raggruppati in un'infiorescenza a spadice solitario o in spighe raggruppate a pannocchia od a ombrella. Ogni fiore è sprovvisto di petali e di sepali e spesso si presenta come uno stame e un ovario (piante ermafrodite).

## Distribuzione e habitat
La distribuzione delle specie di Peperomia è tropicale e subtropicale, con una maggioranza di specie in America ma con alcune specie anche in Africa e Asia.

## Tassonomia
La classificazione tradizionale includeva il genere Peperomia nella famiglia delle Peperomiacee, famiglia dell'ordine delle Piperali che contava quattro generi : Manekia, Peperomia, Piperanthera, Verhuellia, fusa poi con le Piperacee e considerata come sinonimo.
È uno dei generi di angiosperme più ampi, con oltre 1 400 specie tra cui:
- Peperomia alata Ruiz & Pavón
- Peperomia alternifolia Yuncker
- Peperomia amplexicaulis (Sw.) A. Dietr.
- Peperomia borbonensis Miq.
- Peperomia clusiifolia Hook
- Peperomia cogniauxii Urban
- Peperomia cookiana C. DC.
- Peperomia degeneri Yuncker
- Peperomia dextrilaeva H. St. John
- Peperomia distachya (L.) A. Dietr.
- Peperomia eekana C. DC.
- Peperomia ellipticibacca C. DC.
- Peperomia emarginella (Sw. ex Wikstr.) C. DC.
- Peperomia expallescens C. DC.
- Peperomia fauriei H. Lev.
- Peperomia glabella (Sw.) A. Dietr.
- Peperomia glandulosa
- Peperomia globulanthera C. DC.
- Peperomia hernandifolia (Vahl) A. Dietr.
- Peperomia hernandiifolia (Vahl) A. Dietr.
- Peperomia hesperomannii Wawra
- Peperomia hirtipetiola C. DC.
- Peperomia humilis A. Dietr.
- Peperomia hypoleuca Miq.
- Peperomia kamerunana C. DC.
- Peperomia kipahuluensis St. John & C. Lamoureux
- Peperomia kokeana Yuncker
- Peperomia latifolia Miq.
- Peperomia leptostachya Hook. & Arn., non (Nutt.) Chapman
- Peperomia ligustrina Hbd.
- Peperomia macraeana C. DC.
- Peperomia maculosa (L.) Hook.
- Peperomia magnoliifolia (Jacq.) A. Dietr.
- Peperomia mauiensis Wawra
- Peperomia maxonii C. DC.
- Peperomia megalopoda Trel.
- Peperomia megapoda Trelease
- Peperomia membranacea Hook. & Arn.
- Peperomia myrtifolia (Vahl) A. Dietr.
- Peperomia oahuensis C. DC.
- Peperomia obovatilimba C. DC.
- Peperomia obtusifolia (L.) A. Dietr.
- Peperomia parvulifolia Trel.
- Peperomia pellucida (L.) Kunth
- Peperomia perciliata Yunck.
- Peperomia pereskiifolia (Jacq.) Kunth
- Peperomia persuculenta Yunck.
- Peperomia pitcairnensis C. DC.
- Peperomia polystachya (Linnaeus) Hook.
- Peperomia portoricensis Urban
- Peperomia quadrifolia (L.) Kunth
- Peperomia remyi C. DC.
- Peperomia rhombea Ruiz & Pavón
- Peperomia rigidilimba C. De Candolle
- Peperomia robustior Urban
- Peperomia rockii C. DC.
- Peperomia rotundifolia (L.) Kunth
- Peperomia sandwicensis Miq.
- Peperomia serpens (Sw.) Loud.
- Peperomia simplex Desv. ex Buch.-Ham.
- Peperomia sintenisii C. DC.
- Peperomia subpetiolata Yuncker
- Peperomia tenella (Sw.) A. Dietr.
- Peperomia tetraphylla (G. Forst.) Hook. & Arn.
- Peperomia urocarpa Fisch. & C.A. Mey.
- Peperomia wheeleri Britt.
- Peperomia yabucoana Urban & C. DC.

### Alcune specie

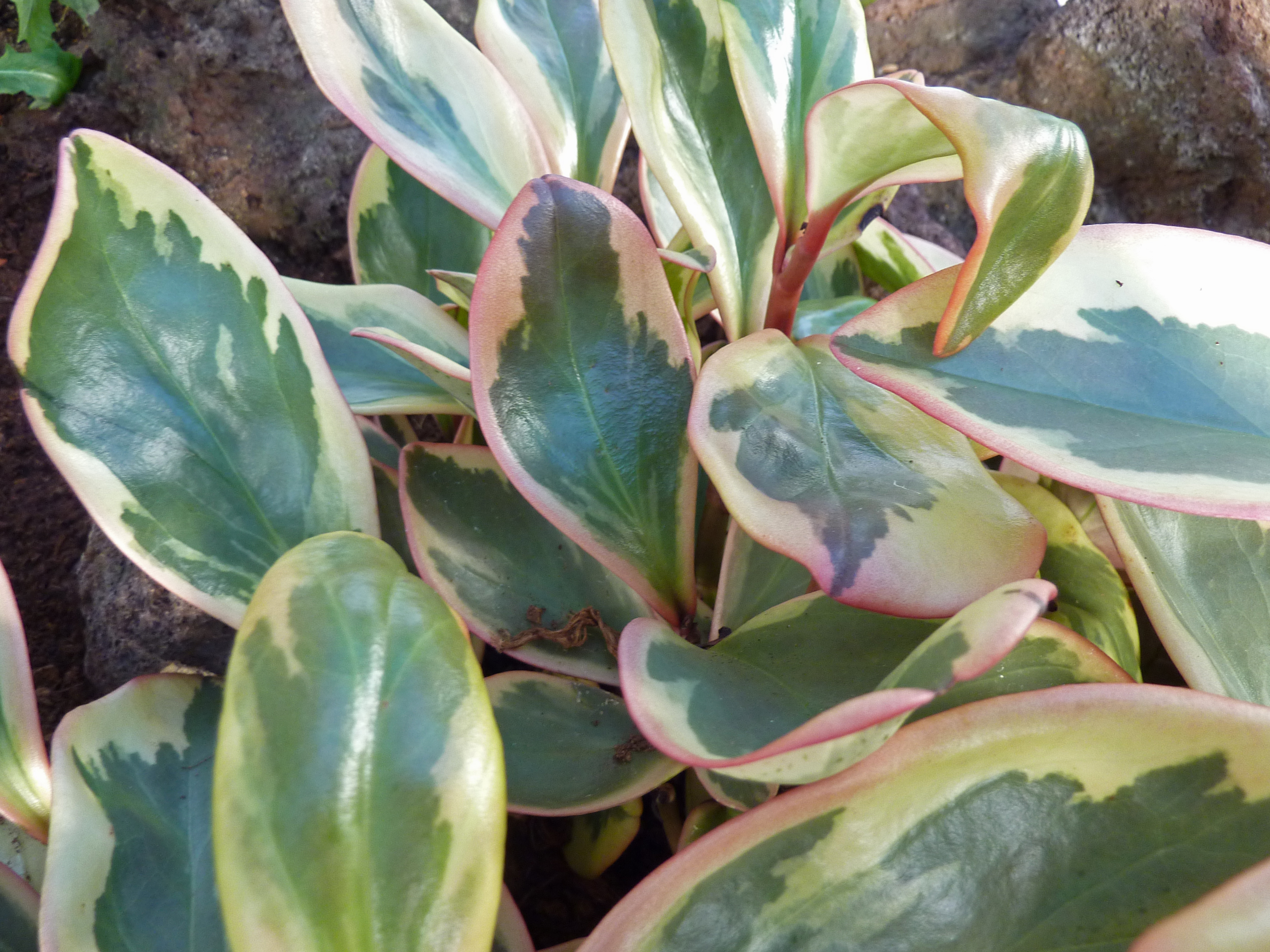
Peperomia clusiifolia "Jely"
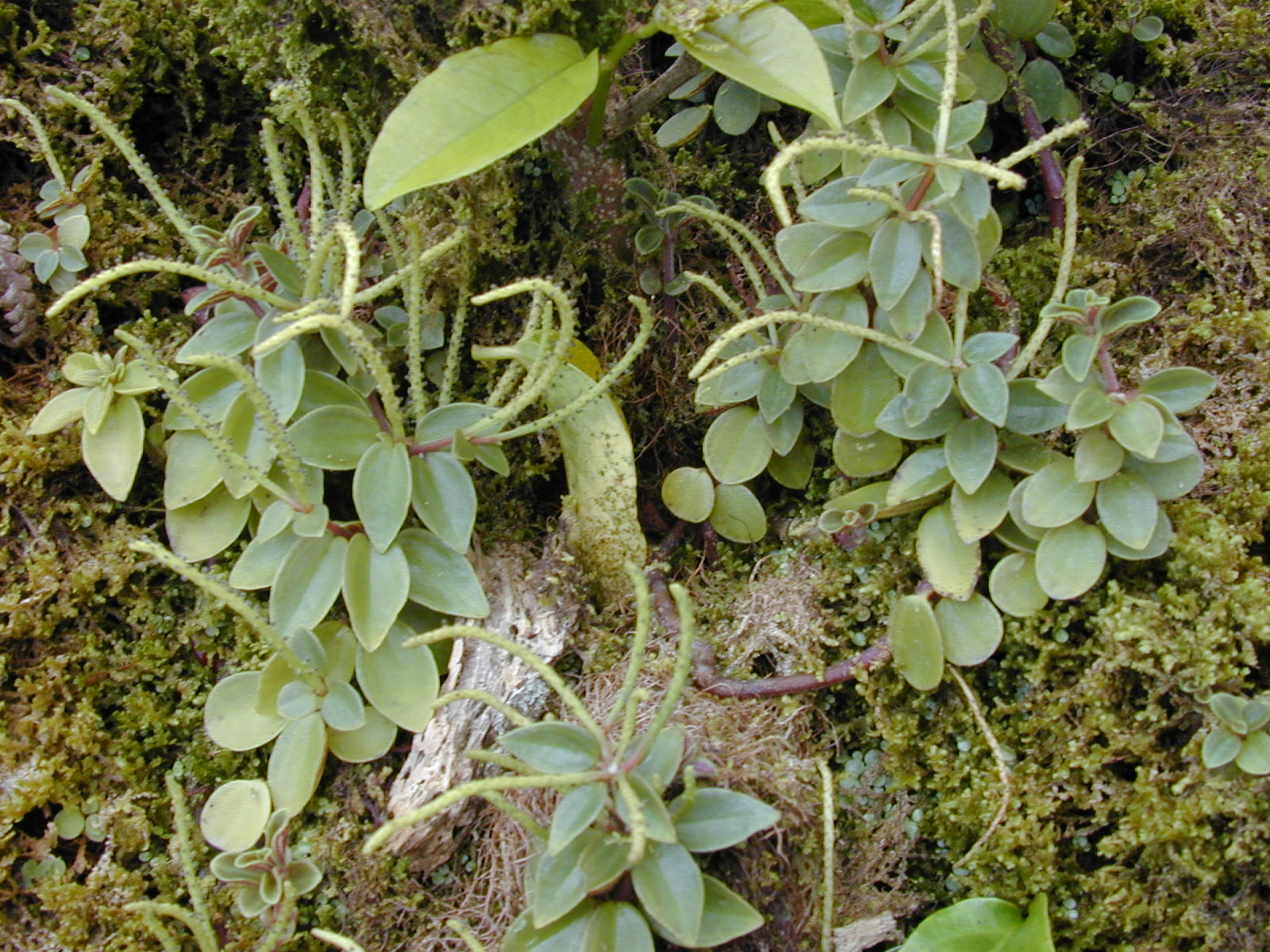
Peperomia cookiana
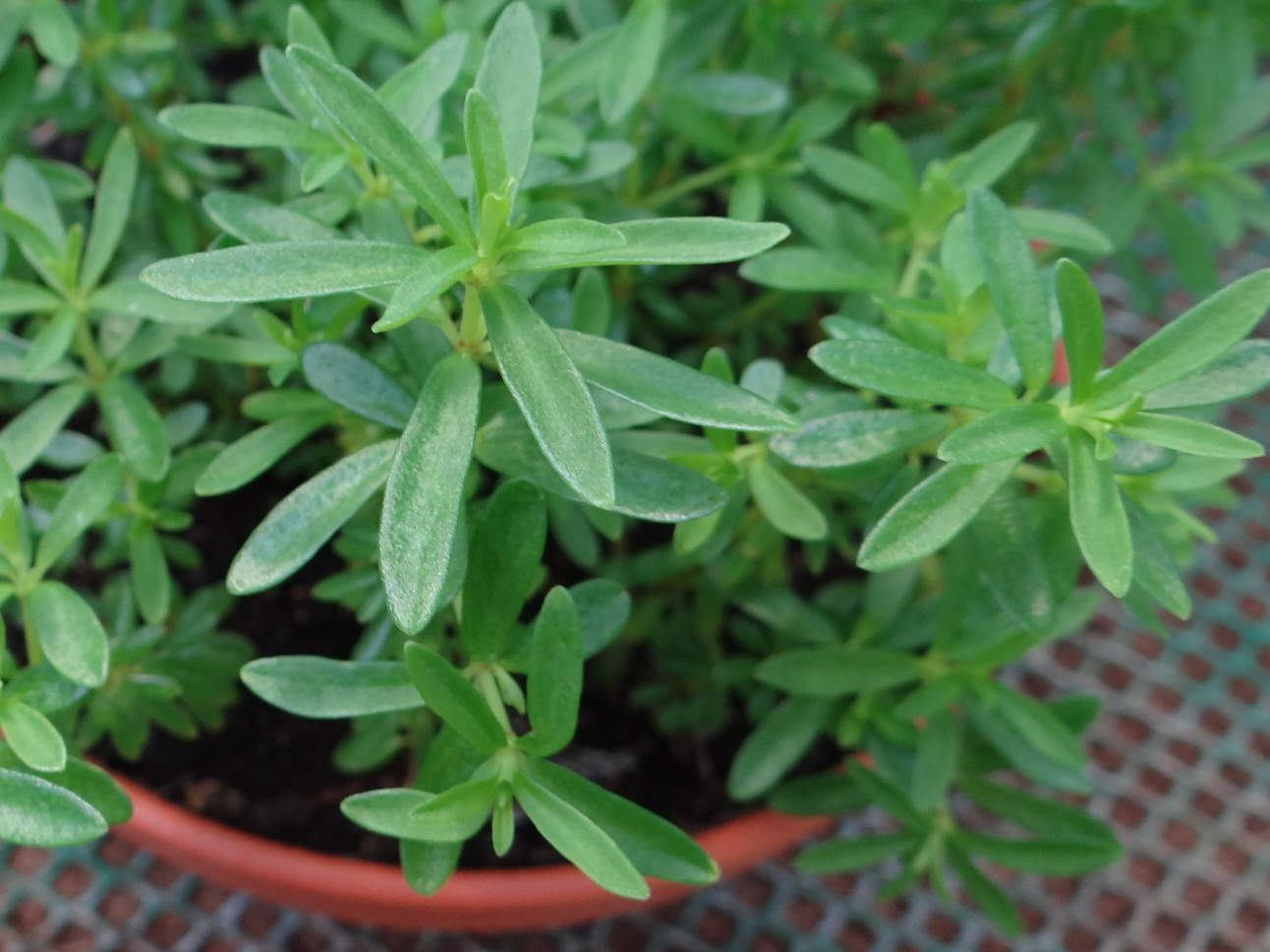
Peperomia galioides
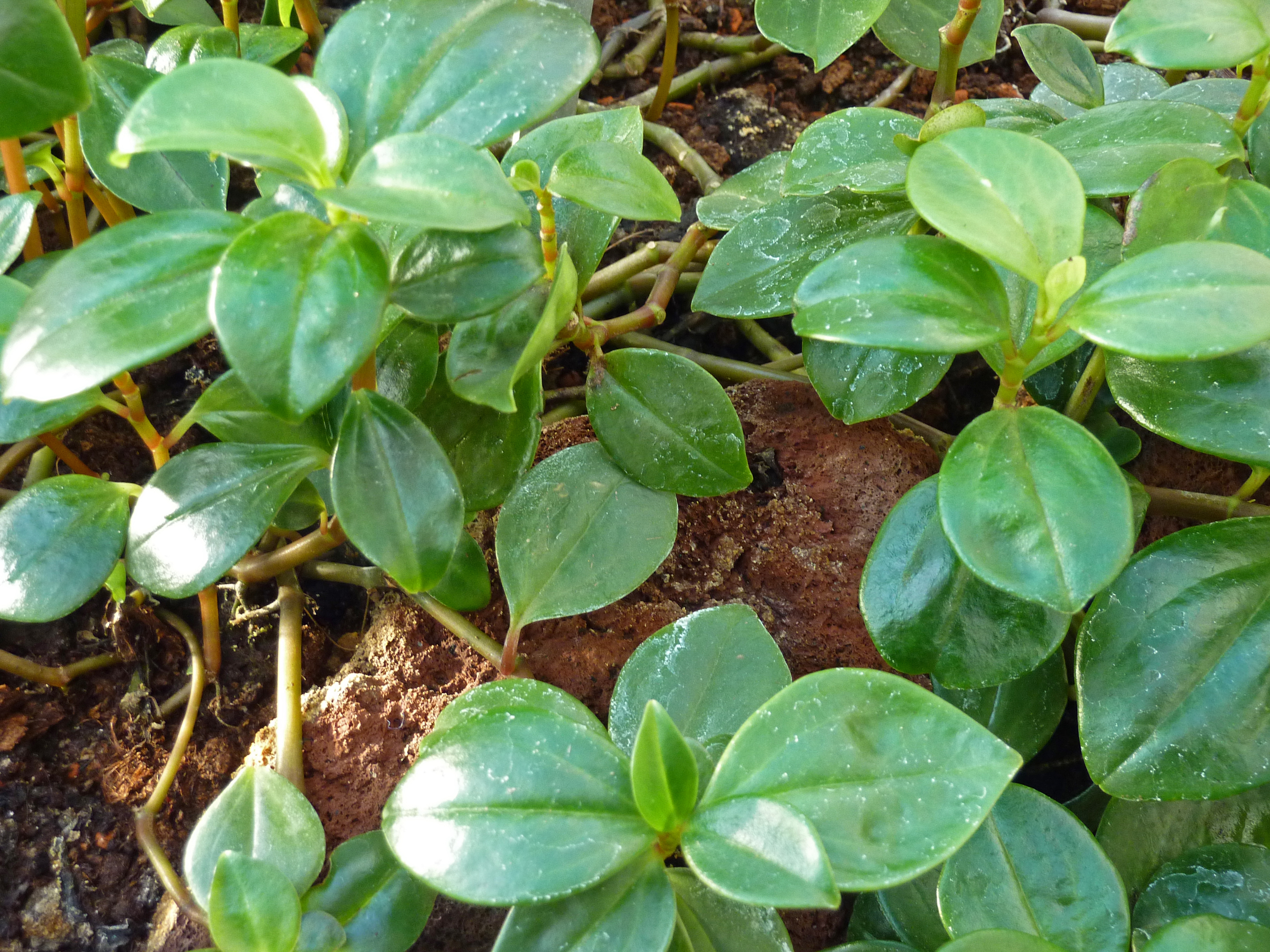
Peperomia glabella
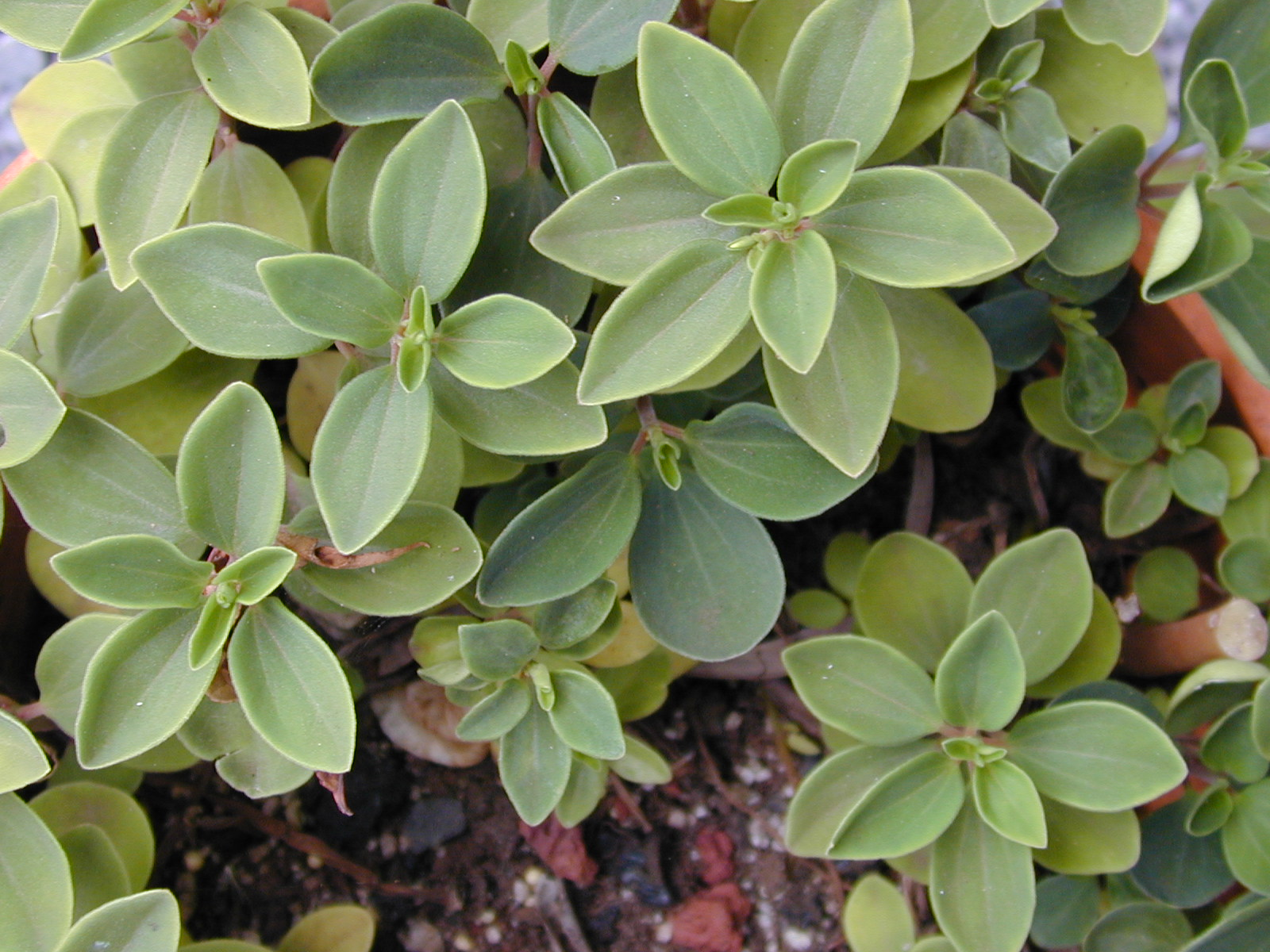
Peperomia leptostachya
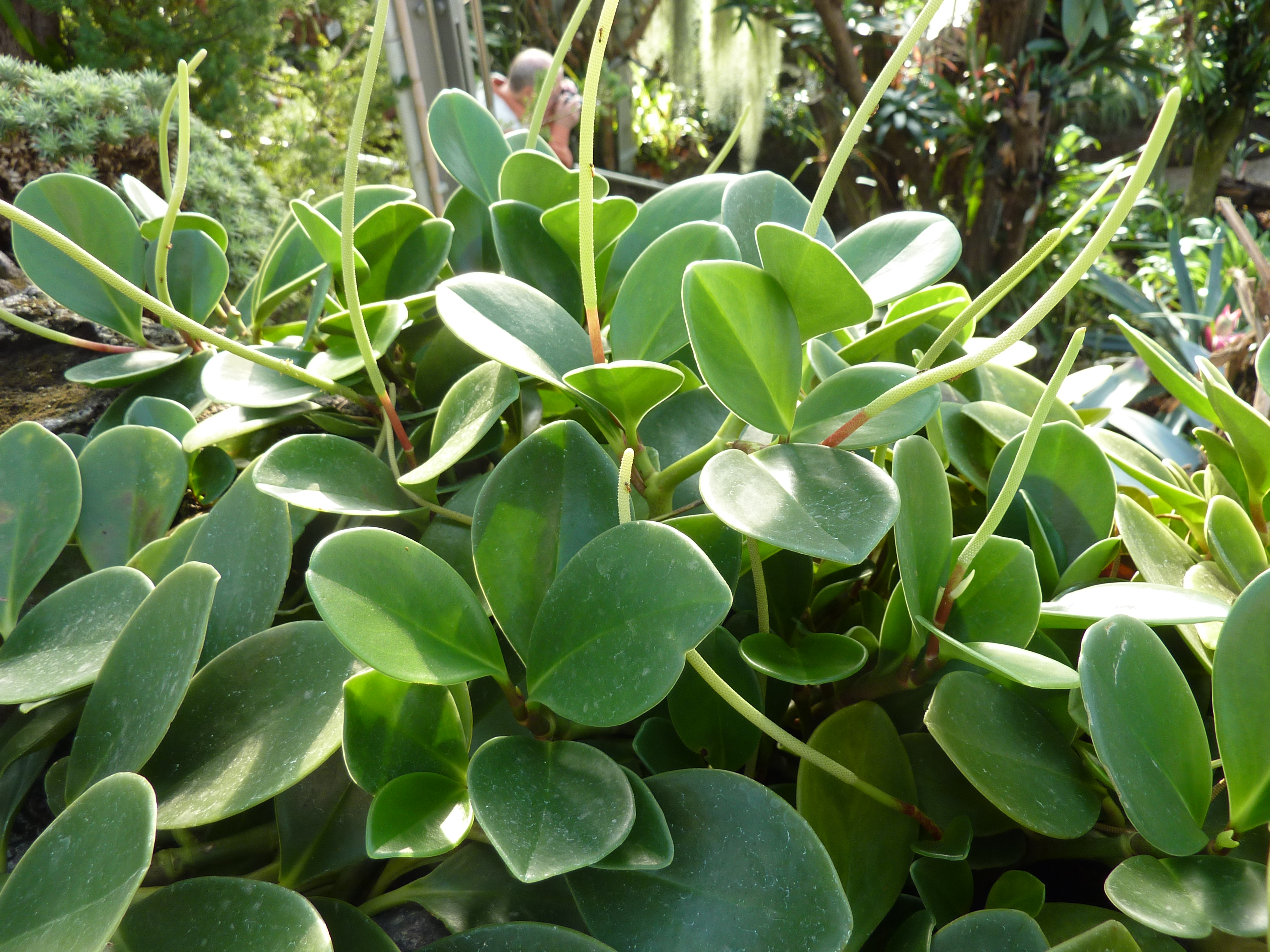
Peperomia magnoliifolia
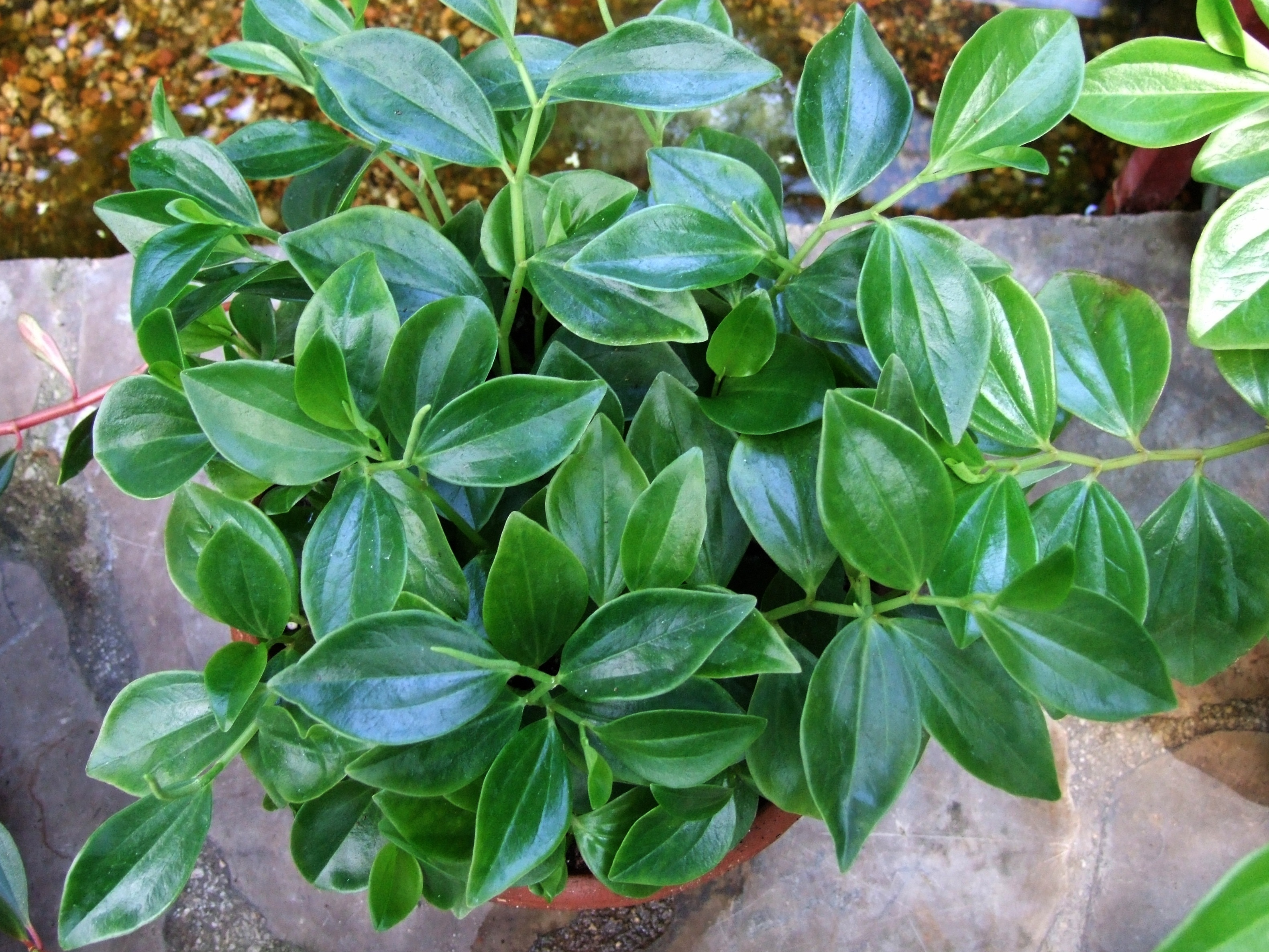
Peperomia myrtifolia
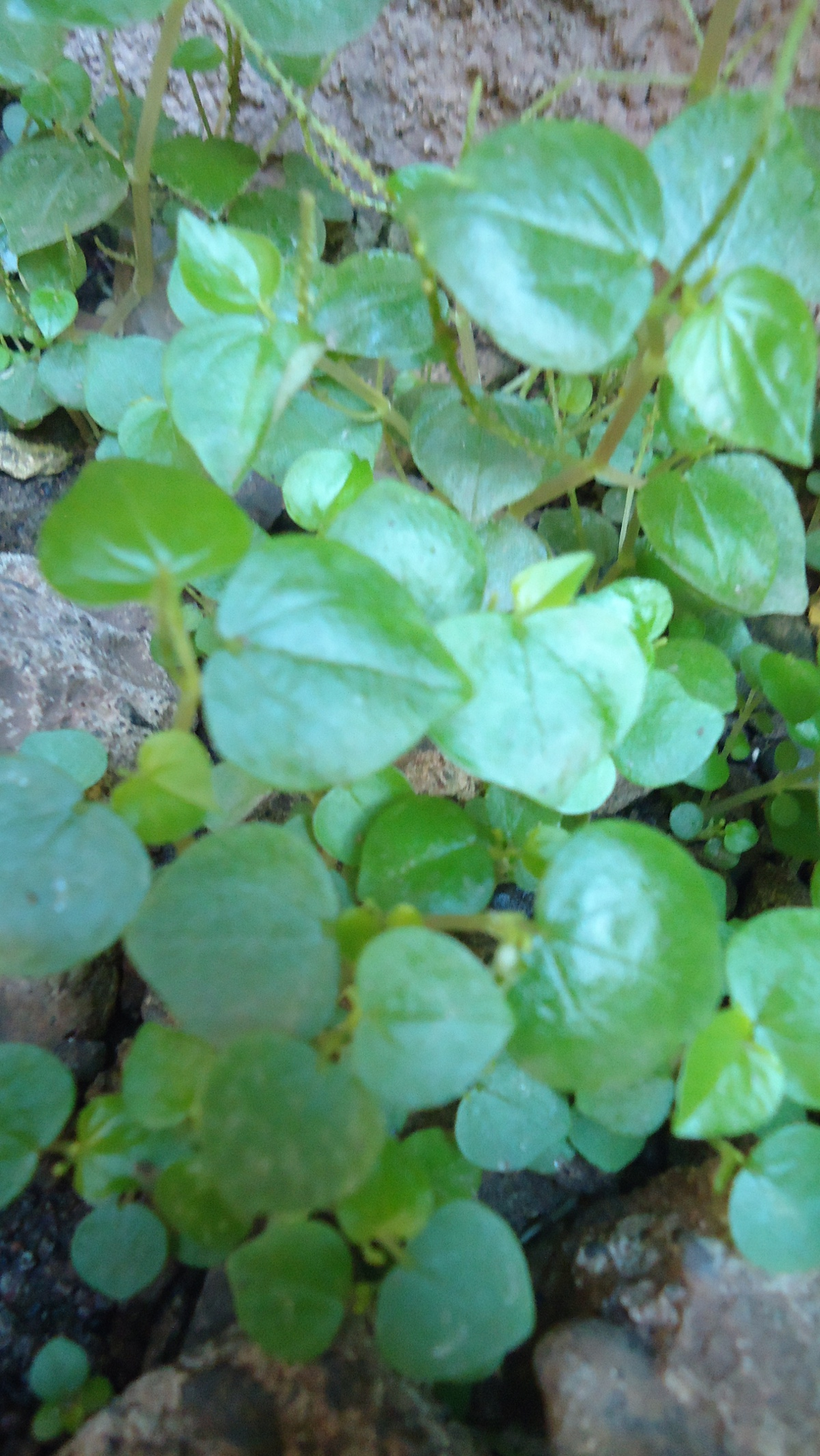
Peperomia pellucida
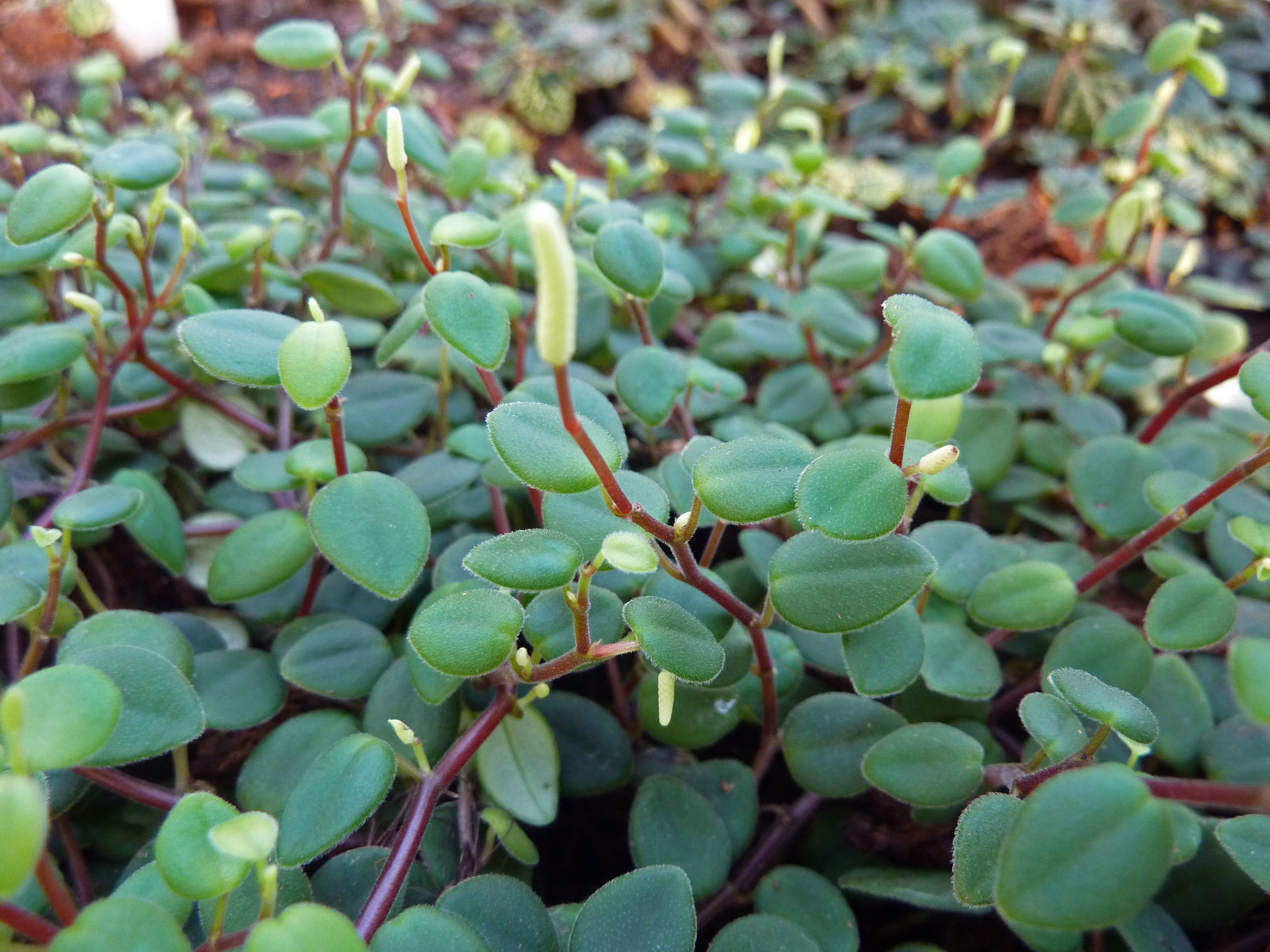
Peperomia perciliata
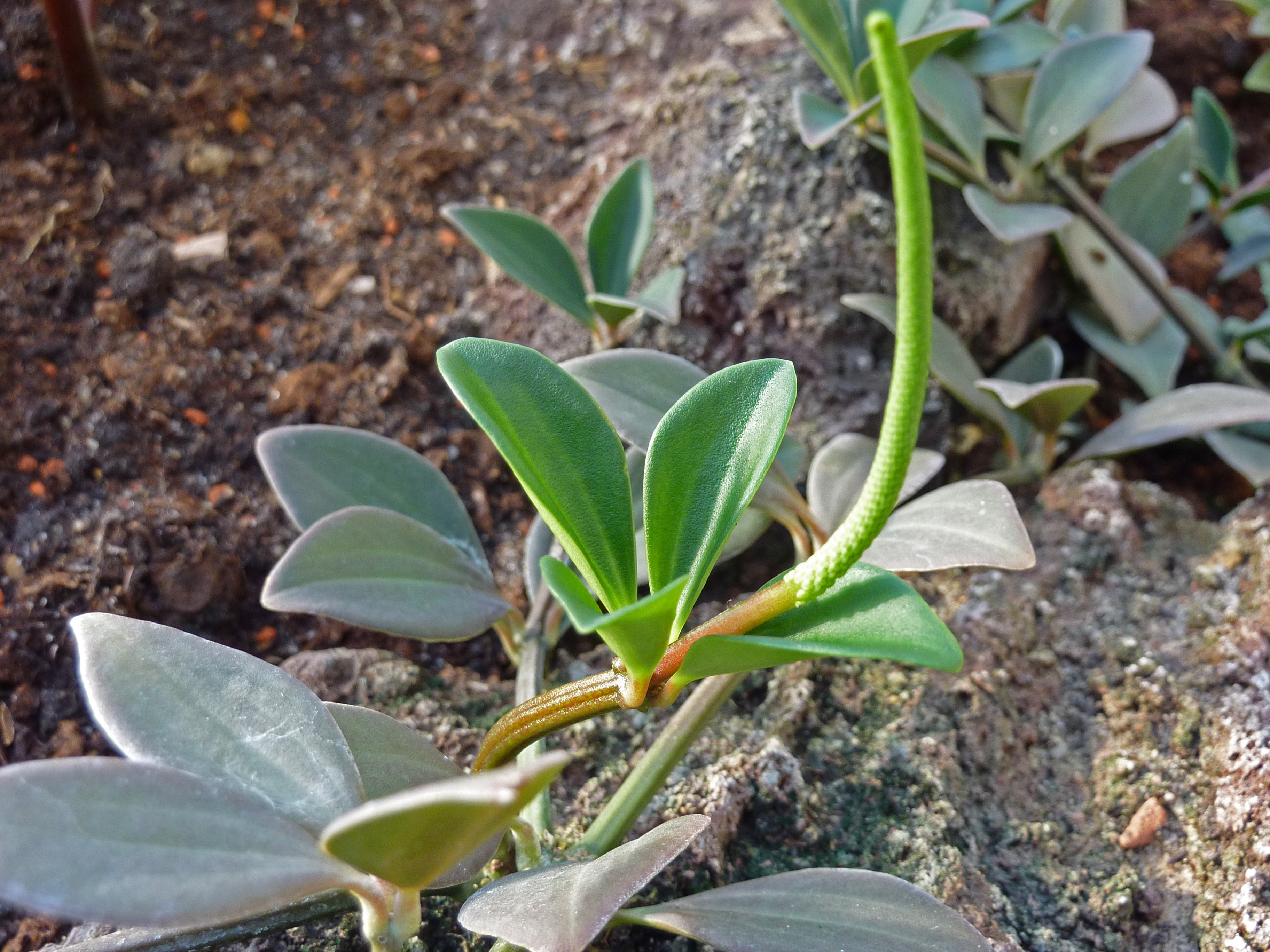
Peperomia pereskiifolia
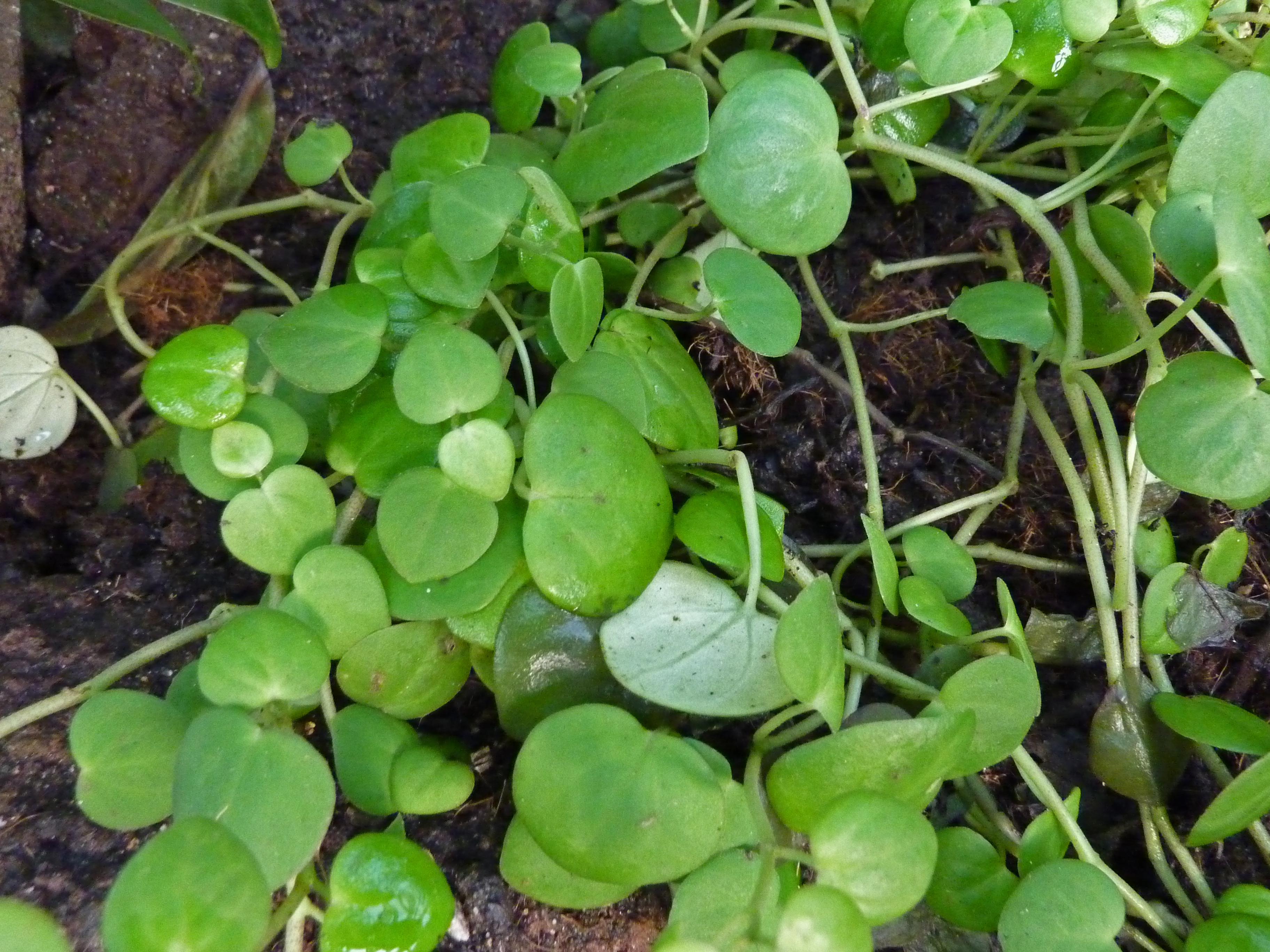
Peperomia serpens
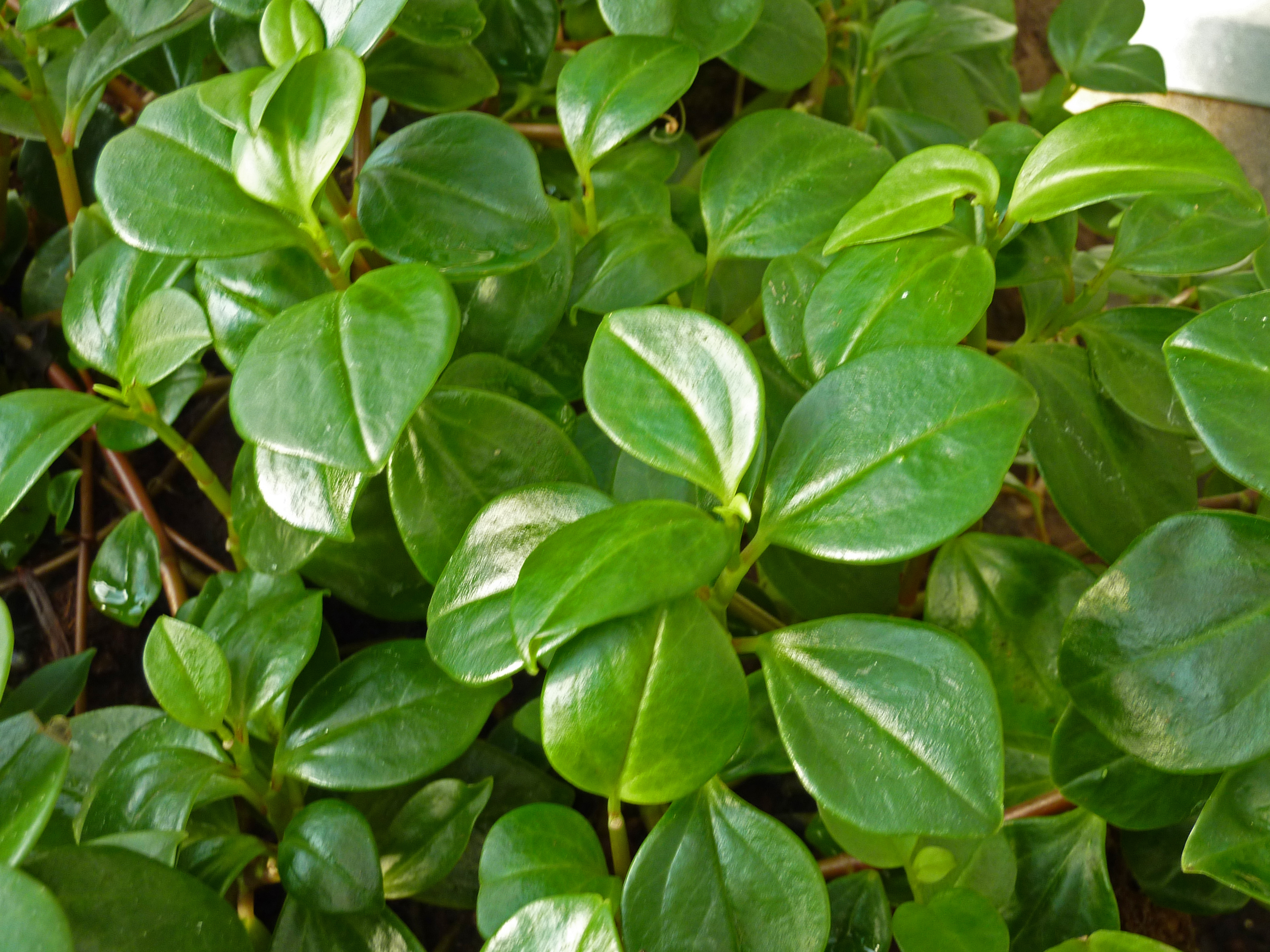
Peperomia tetraphylla